# سیلوستره وارلا
سیلوستره وارِلا (زادهٔ ۲ فوریهٔ ۱۹۸۵) بازیکن فوتبال اهل کشور پرتغال است.
وی برای تیم ملی پرتغال ۸ بازی انجام داده و ۲ گل به ثمر رسانده‌است. پست تخصصی این بازیکن نیز، مهاجم است.